# L'educazione proibita
L'educazione proibita (La educación prohibida) è un documentario indipendente argentino uscito nel 2012. Il film documenta diverse pratiche di educazione alternativa e scuole alternative in America Latina e in Spagna e illustra diversi approcci educativi, come l'educazione popolare, il metodo Montessori, l'educazione progressiva, la pedagogia Waldorf, l'homeschooling.
È il primo film uscito in lingua spagnola completamente finanziato per mezzo di un crowdfunding. È riuscito a saltare in evidenza grazie anche ad uno screening distribuito che ha permesso un rilascio sincronizzato in 130 città in 13 paesi con un totale di 18.000 spettatori in un solo giorno.
Dopo una settimana dalla sua uscita, il film è stato visualizzato quasi 2 milioni di volte
Il film è stato rilasciato con Licenza Creative Commons.

## Contenuti
Il documentario è diviso in 10 episodi tematici, ognuno dei quali presenta un diverso aspetto dell'educazione nel contesto scolastico e al di fuori di esso. Gli argomenti includono la storia del sistema scolastico, autorità e potere nelle scuole, la valutazione e la segregazione degli studenti, funzione sociale delle istituzioni educative e il ruolo degli insegnanti e delle famiglie.
Il film ha quasi 30 minuti di animazione e una vi è una storia inventata che funge da cornice che collega ogni parte.